# Hubert Lamb
Hubert Horace Lamb (* 22. September 1913 in Bedford; † 28. Juni 1997 in Holt, Norfolk) war ein englischer Klimatologe. Er gründete die Climate Research Unit der University of East Anglia.

## Wirken
Lamb gilt in der Historischen Klimatologie als einer der Pioniere in der Arbeit mit historischen Zeitzeugnissen zur Rekonstruktion der Klimageschichte der letzten Jahrhunderte und zur Erforschung der Einflüsse vergangener Klimaänderungen auf die Gesellschaft. Lamb prägte den Begriff der mittelalterlichen Warmzeit. Besonders hervorgehoben wird sein Einsatz von Klimaindizes und seine Arbeit zum Zusammenhang zwischen Vulkanausbrüchen und dadurch ausgelösten kurzfristigen Klimaschwankungen, er führte 1972 zu deren Charakterisierung den heute noch verwendeten Dust Veil Index ein.
Lamb war der Enkel des Mathematikers Horace Lamb. Sein Sohn Norman Lamb ist Abgeordneter des englischen Parlaments für North Norfolk.
Mit Lewis Fry Richardson verband ihn schon früh eine Freundschaft. Dessen Quäkerphilosophie beeinflusste Lamb nachhaltig.

## Werk
- 1977: Climate: Present Past and Future. ISBN 0-416-11530-6.
- 1982: Climate, History and the Modern World. ISBN 0-415-12734-3. 
  - deutsch: Klima und Kulturgeschichte. Der Einfluß des Wetters auf den Gang der Geschichte, rororo, 1989, ISBN 978-3-499-55478-0.

## Awards
- Symons Gold Medal der Royal Meteorological Society, UK[2]
- Murchison Award der Royal Geographical Society, UK[2]
- Vega Medal der Svenska Sällskapet för Antropologi och Geografi
- 1997: Ehrenmitglied der European Geophysical Society (EGS)[5]